# Bhojpur (stad)
Bhojpur is een dorpscommissie (Nepalees: panchayat; Engels: village development committee, afgekort VDC) in het oosten van Nepal, en tevens de hoofdplaats van het gelijknamige district. De plaats telde bij de volkstelling in 2011 7446 inwoners.